# Get Low (canção de Lil Jon)
"Get Low" é uma canção popular e a mais conhecida de Lil Jon. Ela conta com a participação de East Side Boyz e Ying Yang Twins, lançada em 2003. Foi gravada em 2002 para fazer parte do álbum Kings of Crunk. A música foi classificada como #2 no Billboard Hot 100 US e em #20 no Hot Digital Songs US. Também faz parte da lista dos melhores singles de rap e R&B de 2003, constando na 5ª posição, apesar do estilo da música ser em sua base crunk.
Também é utilizada como uma música de fundo do jogo Need for Speed: Underground e é tida por muitos como "a música que mostra o que é crunk". Além disso, a música serviu como referência para o single "Oxford Comma", de Vampire Weekend.

## Versão
- Get Low (original) - 5:34
- Get Low (remix) - variável

## Posições nos charts
| Ano  | Chart                                           | Posição |
| ---- | ----------------------------------------------- | ------- |
| 2004 | Austria Singles Chart                           | 21      |
| 2004 | Australia ARIA Singles Top 50                   | 23      |
| 2004 | Germany Singles Top 100                         | 11      |
| 2004 | New Zealand Top 40                              | 28      |
| 2004 | Swiss Singles Top 100                           | 44      |
| 2004 | U.S. Billboard Hot 100                          | 2       |
| 2004 | U.S. Billboard Hot Digital Songs                | 20      |
| 2004 | U.S. Billboard Hot R&B/Hip-Hop Singles & Tracks | 2       |
| 2004 | U.S. Billboard Hot Rap Tracks                   | 1       |
| 2004 | U.S. Billboard Hot Ringtones                    | 7       |
| 2004 | U.S. Billboard Rhythmic Top 40                  | 2       |
| 2004 | U.S. Billboard Top 40 Tracks                    | 6       |